# Bahnstrecke Kamenický Šenov–Česká Lípa střelnice
| Kursbuchstrecke: | 8c (1979)            |                                        |                                        |
| Streckenlänge: | 21,832 km            |                                        |                                        |
| Spurweite: | 1435 mm (Normalspur) |                                        |                                        |
| Streckenklasse: | A                    |                                        |                                        |
| Maximale Neigung: | 35,5 ‰               |                                        |                                        |
| Streckengeschwindigkeit: | 40 km/h              |                                        |                                        |
| |                      |                                        |                                        |
| \| \| \| von Česká Kamenice (vorm. BNB) \| \| \| \| 0,000 \| Kamenický Šenov früher Steinschönau \| 429 m \| \| \| \| max. Neigung 35 ‰ \| \| \| \| 2,207 \| Horní Prysk früher Oberpreschkau \| Horní Prysk früher Oberpreschkau \| \| \| 4,606 \| Kamenický Šenov horní nádraží \| 568 m \| \| \| \| früher Parchen-Steinschönau \| \| \| \| \| Scheitelpunkt \| 563 m \| \| \| 8,352 \| Nový Oldřichov früher Ullrichstal \| Nový Oldřichov früher Ullrichstal \| \| \| 9,569 \| Mistrovice früher Meistersdorf \| Mistrovice früher Meistersdorf \| \| \| 11,909 \| Nová Ves u České Lípy früher Neudörfel \| Nová Ves u České Lípy früher Neudörfel \| \| \| 13,341 \| Volfartice früher Wolfersdorf \| Volfartice früher Wolfersdorf \| \| \| 16,245 \| Horní Libchava früher Oberliebich \| Horní Libchava früher Oberliebich \| \| \| 18,420 \| Manušice früher Manisch \| Manušice früher Manisch \| \| \| \| von Ebersbach (Sachs) (vorm. BNB) \| \| \| \| 21,832 \| Česká Lípa střelnice (ehem. Bf) \| 271 m \| \| \| \| früher Böhmisch Leipa Stadtpark \| \| \| \| \| nach Bakov nad Jizerou (vorm. BNB) \| \| \| \| \| \| \| \| Quellen: [1] \| \| \| \| |                      |                                        |                                        |
| Strecke |                      | von Česká Kamenice (vorm. BNB)         | von Česká Kamenice (vorm. BNB)         |
| Kopfbahnhof Strecke ab hier außer Betrieb | 0,000                | Kamenický Šenov früher Steinschönau    | 429 m                                  |
| Strecke (außer Betrieb) |                      | max. Neigung 35 ‰                      | max. Neigung 35 ‰                      |
| Haltepunkt / Haltestelle (Strecke außer Betrieb) | 2,207                | Horní Prysk früher Oberpreschkau       | Horní Prysk früher Oberpreschkau       |
| Haltepunkt / Haltestelle (Strecke außer Betrieb) | 4,606                | Kamenický Šenov horní nádraží          | 568 m                                  |
| Strecke (außer Betrieb) |                      | früher Parchen-Steinschönau            | früher Parchen-Steinschönau            |
| Kulminations-/Scheitelpunkt (Strecke außer Betrieb) |                      | Scheitelpunkt                          | 563 m                                  |
| Bahnhof (Strecke außer Betrieb) | 8,352                | Nový Oldřichov früher Ullrichstal      | Nový Oldřichov früher Ullrichstal      |
| Haltepunkt / Haltestelle (Strecke außer Betrieb) | 9,569                | Mistrovice früher Meistersdorf         | Mistrovice früher Meistersdorf         |
| Haltepunkt / Haltestelle (Strecke außer Betrieb) | 11,909               | Nová Ves u České Lípy früher Neudörfel | Nová Ves u České Lípy früher Neudörfel |
| Haltepunkt / Haltestelle (Strecke außer Betrieb) | 13,341               | Volfartice früher Wolfersdorf          | Volfartice früher Wolfersdorf          |
| Haltepunkt / Haltestelle (Strecke außer Betrieb) | 16,245               | Horní Libchava früher Oberliebich      | Horní Libchava früher Oberliebich      |
| Haltepunkt / Haltestelle (Strecke außer Betrieb) | 18,420               | Manušice früher Manisch                | Manušice früher Manisch                |
| Abzweig ehemals geradeaus und von links |                      | von Ebersbach (Sachs) (vorm. BNB)      | von Ebersbach (Sachs) (vorm. BNB)      |
| Haltepunkt / Haltestelle | 21,832               | Česká Lípa střelnice (ehem. Bf)        | 271 m                                  |
| Strecke |                      | früher Böhmisch Leipa Stadtpark        | früher Böhmisch Leipa Stadtpark        |
| Strecke |                      | nach Bakov nad Jizerou (vorm. BNB)     | nach Bakov nad Jizerou (vorm. BNB)     |
| |                      |                                        |                                        |
| Quellen: |                      |                                        |                                        |

Die Bahnstrecke Kamenický Šenov–Česká Lípa střelnice war eine Eisenbahnverbindung im heutigen Tschechien, die ursprünglich als staatlich garantierte Lokalbahn Böhmisch Leipa–Steinschönau (tschech.: Místní dráha Česká Lípa–Česká Kamenice) erbaut und betrieben wurde. Sie schloss in Kamenický Šenov an die Lokalbahn von Česká Kamenice / Böhmisch Kamnitz an und führte über das Lausitzer Gebirge nach Česká Lípa (Böhmisch Leipa). Die Strecke wurde 1979 stillgelegt und wenig später abgebaut.

## Geschichte
Am 24. März 1902 wurde die Konzession zum Baue und Betriebe einer als normalspurige Lokalbahn auszuführenden Lokomotiveisenbahn von Böhmisch Leipa nach Steinschönau erteilt. Das Aktienkapital der Gesellschaft betrug insgesamt 847.000 Kronen in 4.235 Stück Stammaktien zu je 200 Kronen.
Am 29. August 1903 wurde die Strecke eröffnet.

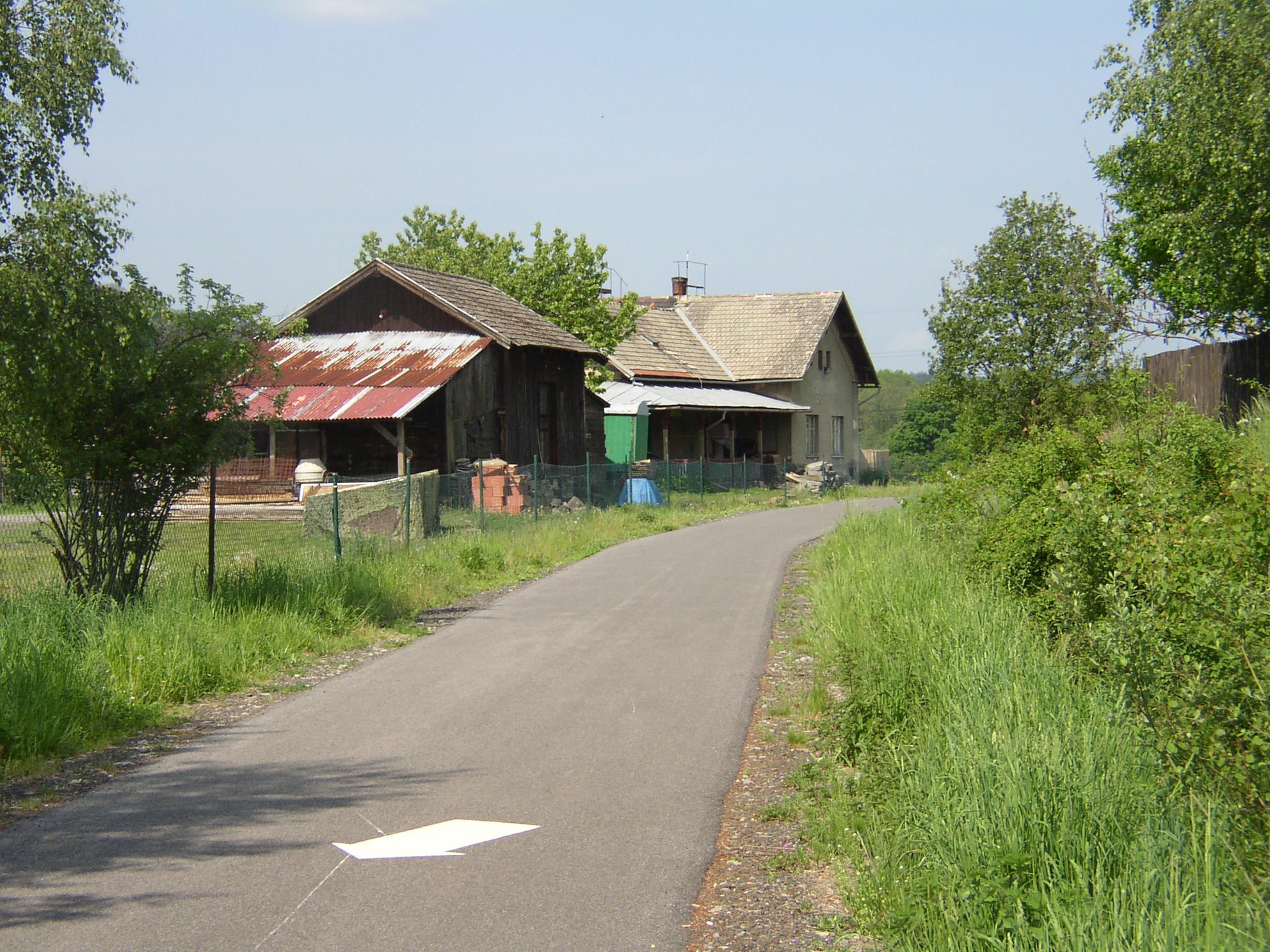
Ehemalige Haltestelle Horní Libchava (2011)

Den Betrieb führte die Böhmische Nordbahn (BNB) für Rechnung der Eigentümer. Nach deren Verstaatlichung übernahmen 1909 die k.k. Staatsbahnen (kkStB) die Betriebsführung. Nach dem Ersten Weltkrieg wurde die Betriebsführung an die neu gegründeten Tschechoslowakischen Staatsbahnen (ČSD) übertragen.
Am 1. Januar 1925 wurde die Lokalbahn Böhmisch Leipa–Steinschönau per Gesetz verstaatlicht und die Strecke ins Netz der ČSD integriert.
Nach der Angliederung des Sudetenlandes an Deutschland zum 1. Oktober 1938 kam die Strecke zur Gänze zur Deutschen Reichsbahn, Reichsbahndirektion Dresden. Im Reichskursbuch vom Sommer 1939 war die Verbindung als Kursbuchstrecke 136d Böhmisch Kamnitz–Böhmisch Leipa enthalten.
Nach dem Ende des Zweiten Weltkrieges am 9. Mai 1945 kam die Strecke wieder vollständig zu den ČSD, die den Verkehr mit drei durchlaufenden Reisezugpaaren wieder aufnahm.
Am 30. September 1979 wurde der Reiseverkehr eingestellt.

## Fahrzeugeinsatz

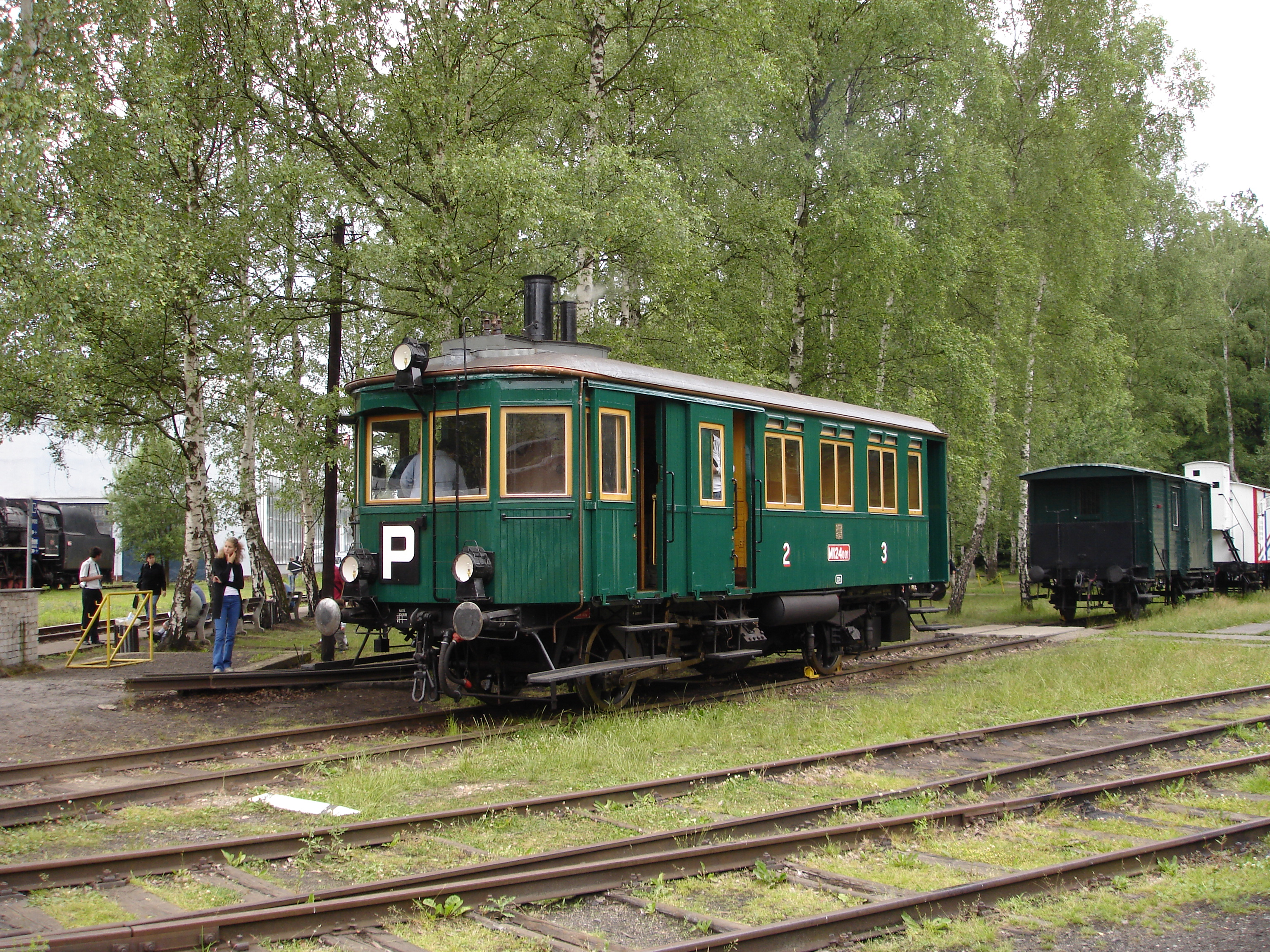
Komarek-Triebwagen kkStB 1.0

Ursprünglich sollten Dampftriebwagen im Personenverkehr zum Einsatz kommen, wegen der zu geringen Leistung kamen die beiden von Ringhoffer beschafften Komarek-Triebwagen später auf anderen Lokalbahnen in Böhmen zum Einsatz. So setzte die betriebsführende Böhmische Nordbahn vorerst die Baureihe VIa auf der Strecke ein. 1908 beschaffte die Böhmische Nordbahn zwei Tenderlokomotiven der Reihe VIb bei der Ersten Böhmisch-Mährischen Maschinenfabrik in Prag, welche dann bis 1949 auf der Strecke verkehrten.
Ab 1949 übernahmen die neugelieferten Triebwagen der Baureihe M 131.1 den Reisezugverkehr, die bis zur Betriebseinstellung im Einsatz waren. Die letzten Reisezüge wurden im Sommer 1979 mit den damals neuen Triebwagen der Baureihe M 152.0 gefahren.